# The Thrillseekers
The Thrillseekers is het voornaamste pseudoniem van de Britse tranceproducer Steve Helstrip (York, 21 oktober 1973). Hij is vooral bekend vanwege zijn plaat Synaesthesia (1999), die in Engeland tot driemaal toe een hit werd. Hij brengt ook muziek uit onder de naam Hydra.

## Biografie
Helstrip begint met het maken van eigen muziek als scholier. Na zijn studie gaat hij naar het conservatorium. Tijdens zijn studie richt hij samen met Kevin Dodwell de dancepopgroep The Flood op. Het duo brengt de single "Right here, Right now" (1995) uit, maar het nummer werd geen succes in de hitlijsten. Na zijn afstuderen werkt hij als producer van muziek voor computerspellen. Wanneer hij nummers van Chicane hoort, besluit hij dat hij die muziek ook wil maken, en begint hij trancenummers te produceren. De basis voor zijn doorbraak komt wanneer hij na een avondje uit met vrienden het woord Synaesthesia in zijn hoofd krijgt en er een plaat bij wil maken. In de maanden daarna maakt hij de plaat Synaesthesia. Hij weet de plaat uitgebracht te krijgen bij Neo Records. De plaat wordt erg populair bij Paul van Dyk, via wie Synaesthesia uitgroeit tot een populaire tranceanthem. In de zomer van 1999 wordt de plaat een bescheiden hit. Vanuit het platenlabel krijgt hij het advies om een vocale versie te maken, om op die manier er een grote hit van te maken. Aanvankelijk ziet hij dat niet zitten. Maar nadat het label hem een vrijblijvende poging om hem aan een zangeres te koppelen voorstelt gaat hij overstag. Het label laat een versie inzingen door Sheryl Deane. Het resultaat bevalt hem en er verschijnt een nieuwe versie Synaesthesia (Fly Away), die in het voorjaar van 2001 een hit wordt. Een jaar later is opvolger Dreaming Of You ook een bescheiden hit. In 2004 doet Synaesthesia het nog dunnetjes over met een nieuwe versie. Het succes van de plaat levert hem veel remixopdrachten op van onder andere Alice Deejay, Jan Johnston, Armin van Buuren, Ferry Corsten en Reflekt. Voor Chicane verschijnt zijn versie van Saltwater zelfs op diens album Behind the Sun.
Naast zijn bekende pseudoniem begint Helstrip ook met enkele andere projecten. Als Hydra richt hij zich weer wat meer op de dj's met Affinity (2003). Ook gaat hij enkele samenwerkingen aan. Met Andy Perring brengt hij singles uit als Insigma en met Tim Stark als Rapid Eye. De jaren daarna begint hij ook als dj. Aanvankelijk bluft hij dat hij kan draaien, waardoor hij ineens zonder ervaring op een feestavond moet staan. Een stoomcursus van Paul van Dyk kan aan afgang voorkomen. Helstrip krijgt het onder de knie en hij mixt de drie Nightmusic-compilaties. In 2013 mixt hij samen met Talla 2XLC de plaat Techno Club Vol.41. In de tussentijd verschijnt er zo nu en dan een nieuwe Thrillseekers single. In 2011 maakt hij Song For Sendai als benefietsingle voor de slachtoffers van de Zeebeving Sendai 2011. Hij werkt ook mee aan een track op het album Islanders (2012) van York. Jarenlang werkt hij aan een album en in 2016 is het eindelijk af. Het is getiteld Escape en bevat vooral vocale trancenummers. Dit album wordt goed ontvangen door de critici. In 2019 volgt ook een album voor het Hydra-project met Altered State. In 2020 begint hij zijn oude werk opnieuw uit te brengen op de Reconnected-verzamelaars.

## Discografie
- Nightmusic vol 1  (mixcompilatie) (2005)
- Nightmusic vol 2  (mixcompilatie) (2007)
- Nightmusic vol 3  (mixcompilatie) (2007)
- Techno Club Vol.41 (mixcompilatie, met Talla 2XLC) (2019)
- Escape (2016)
- Hydra - Altered State (2019)
- Reconnected Volume I (compilatie) (2020)
- Reconnected Volume II (compilatie) (2020)

- Gemeinsame Normdatei: 135204666
- International Standard Name Identifier: 0000 0004 7215 6186
- MusicBrainz: e619d8c4-5d76-498a-9d6d-086eef5ea922
- Nationale Bibliotheek van Polen: a0000003653164
- Virtual International Authority File: 952150323755509970735
- WorldCat: E39PBJmP4GxbKcRPrYJWHdCPcP